# Crowley (Texas)
Crowley is een plaats (city) in de Amerikaanse staat Texas, en valt bestuurlijk gezien onder Johnson County en Tarrant County.

## Demografie
Bij de volkstelling in 2000 werd het aantal inwoners vastgesteld op 7467.
In 2006 is het aantal inwoners door het United States Census Bureau geschat op 10.998, een stijging van 3531 (47,3%).

## Geografie
Volgens het United States Census Bureau beslaat de plaats een oppervlakte van
17,2 km², geheel bestaande uit land.

## Geboren
- Kara Killmer (14 juni 1988), actrice

## Plaatsen in de nabije omgeving
De onderstaande figuur toont nabijgelegen plaatsen in een straal van 12 km rond Crowley.